# Peter and the Test Tube Babies
Peter and the Test Tube Babies — британская Oi!/панк- группа, образованная в 1978 году в Брайтоне, Англия, гитаристом Del Strangefish и вокалистом Peter Bywaters.
Отличительной чертой песен Peter and the Test Tube Babies были абсурдно-юмористические тексты: благодаря им они — вместе с Toy Dolls и Splodgenessabounds — и были причислены к лидерам суб-жанра punk pathetique.
Группа дебютировала на сборнике «Vintage 78», но первый сингл выпустила лишь в 1982 году: «Banned from the Pubs» (включённая также в сборник «Punk & Disorderly, Vol. 1») остается их самой известной песней. Дебютный Pissed and Proud (1982) поднялся до #2 в UK Indie Chart, второй (и первый полноформатный) альбом Mating Sounds of South American Frogs (1983) достиг 4-места. Всего в UK Indie Top 20 побывали 7 синглов (включая дебютный и по сей день самый известный, «Banned from the Pubs», #10, 1982) и 5 альбомов Peter and the Test Tube Babies.
Альбом 1986 года Soberphobia стал первым американским релизом группы, за которым последовала пятилетняя пауза. В 1990 году вышли альбомы Cringe и The $hit Factory, но особого успеха не имели. В 1996 году (после выпуска Supermodels) двое основателей квартета, Трэппер и Огс покинули состав; на смену им пришли басист A.D. и ударник Rum, принявшие участие в работе над альбомом Alien Pubduction (1998).

## Дискография

### Альбомы
- Pissed and Proud, 1982
- Mating Sounds of South American Frogs, 1983
- The Loud Blaring Punk Rock Album, 1984
- Journey to the Centre of Johnny Clarke’s Head, 1984
- Soberphobia, 1986
- Live and Loud!! — More Chin Shouting, 1990
- The $hit Factory, 1990
- Cringe, 1991
- Supermodels, 1995
- Schwein Lake Live, 1996
- Alien Pubduction, 1998
- A Foot Full of Bullets, 2005

### EPs и синглы
- Banned From The Pubs, 1982
- Run Like Hell, 1982
- 3 x 45, 1983
- The Jinx, 1983
- Zombie Creeping Flesh, 1983
- Pressed for Ca$h EP, 1984
- Rotting in the Fart Sack EP, 1985
- Key To The City, 1986
- Fuck The Millennium, 2000

### Сборники
- The Best of Peter and the Test Tube Babies, 1988
- Test Tube Trash, 1994
- The Punk Singles Collection, 1995
- Punk and Disorderly, 1982